# 2017 en natation
| Années de la natation : 2014 - 2015 - 2016 - 2017 - 2018 - 2019 - 2020    |
| Décennies de la natation : 1980 - 1990 - 2000 - 2010 - 2020 - 2030 - 2040 |

Les faits marquants de l'année 2017 en natation : natation sportive, natation synchronisée, plongeon et water-polo.

## Calendrier international
- à déterminer : Championnats du monde de natation 2017 à Budapest après le renoncement du (Mexique)[1].